# Strömstads stadshus
Strömstads stadshus är en granitbyggnad i centrala Strömstad, som inrymmer Strömstads kommuns förvaltningar.
Byggnaden uppfördes åren 1912-1917 i jugendstil enligt Eugen Thorburns ritningar.
Stadshuset har en mycket speciell tillkomsthistoria. Det fanns i början av 1900-talet behov av en ny kommunal förvaltningsbyggnad och beslut fattades att uppföra en sådan. Det saknades dock ekonomiska medel att genomföra projektet.
En grosshandlare i Stockholm född i Strömstad, Adolf Fritiof Cavalli-Holmgren, beslöt 1908 att donera 140 000 kr för bygget av ett stadshus. Dock var donationen förknippad med mycket starka villkor för byggnadens läge, utformning och användning.
Bygget kunde igångsättas 1912 och huset stod klart 1917.